# Pyrenecosa rupicola
Pyrenecosa rupicola är en spindelart som först beskrevs av Dufour 1821.  Pyrenecosa rupicola ingår i släktet Pyrenecosa och familjen vargspindlar. Inga underarter finns listade i Catalogue of Life.